# Mandelinkovití
Brouci čeledi mandelinkovití (Chrysomelidae) jsou zastoupeni více než 35 000 druhy ve 2500 rodech, a tvoří tak jednu z nejpočetnějších čeledí brouků.

## Podčeledi
- Bruchinae Latreille, 1802
- Chrysomelinae Latreille, 1802
- Criocerinae Latreille, 1804
- Cryptocephalinae Gyllenhal, 1813
- Donaciinae Kirby, 1837
- Eumolpinae Hope, 1840
- Galerucinae Latreille, 1802
- Cassidinae Gyllenhal, 1813
- Lamprosomatinae Lacordaire, 1848
- Sagrinae Leach, 1815
- Spilopyrinae Chapuis, 1874

## Galerie

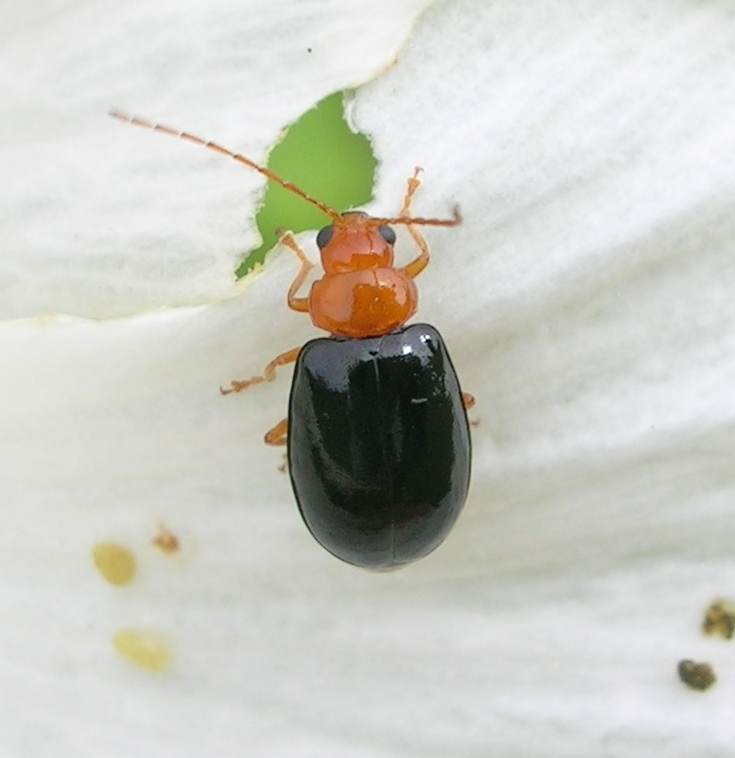
Indický druh dřepčíka
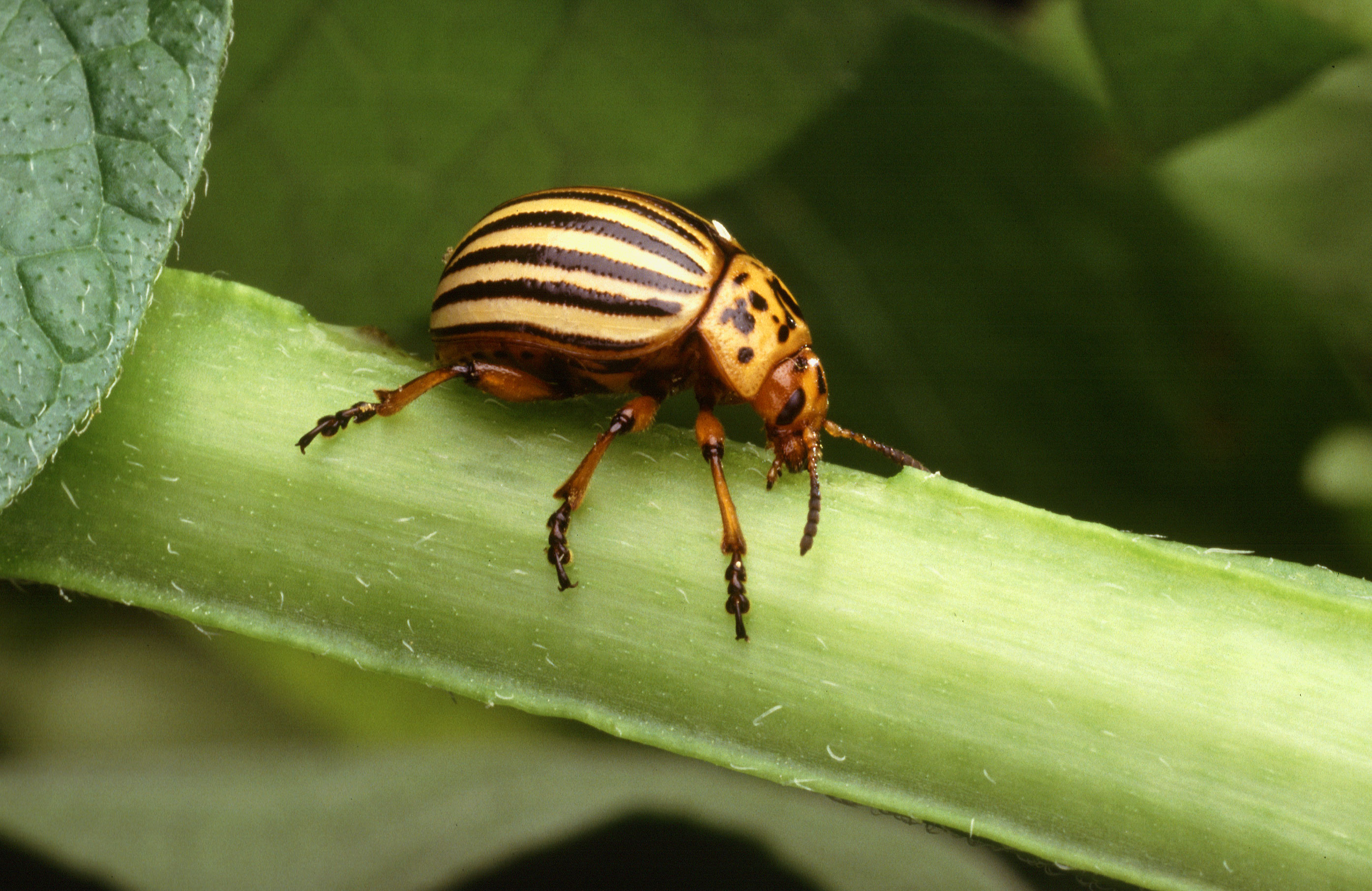
Mandelinka bramborová Leptinotarsa decemlineata
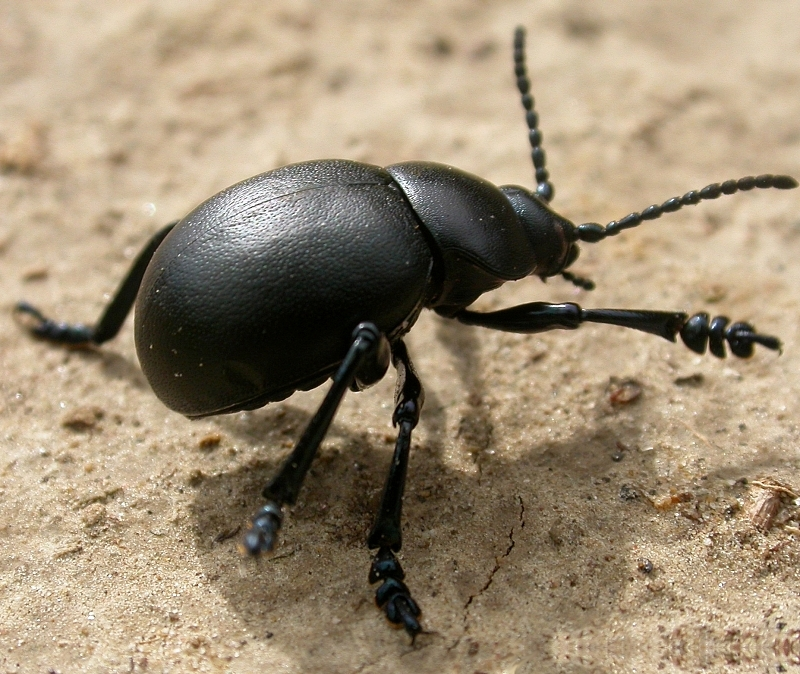
Mandelinka druhu Timarcha
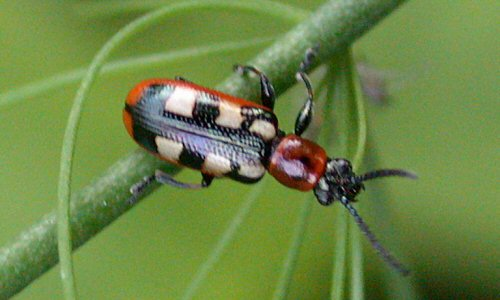
Chřestovníček Crioceris asparagi
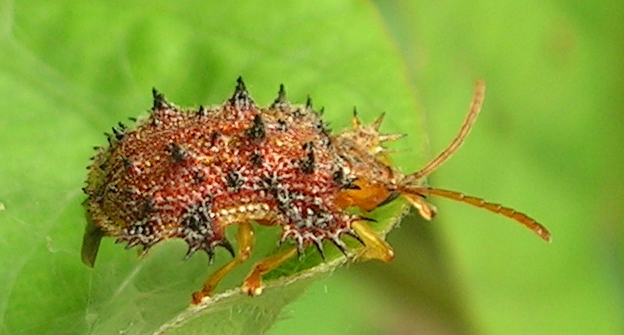
Brouk podčeledi Hispinae
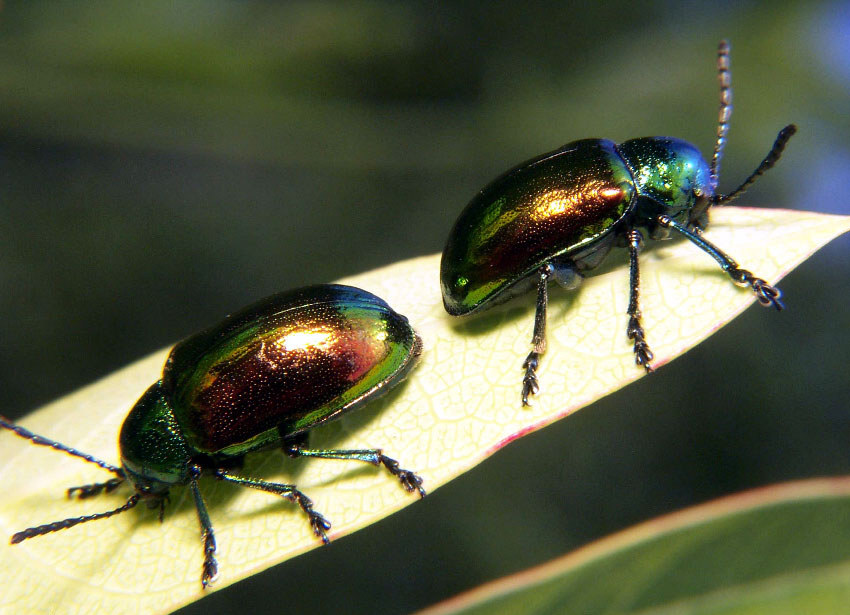
Mandelinka Chrysochus auratus